# Manduca caribbeus
Manduca caribbeus är en fjärilsart som beskrevs av Cary. 1952. Manduca caribbeus ingår i släktet Manduca och familjen svärmare. Inga underarter finns listade i Catalogue of Life.  Vingspannet är mellan 80 och 85 mm. Den är känd från Haiti och Dominikanska Republiken.